# 玛丽港机场
玛丽港机场（瑞典語：Mariehamns flygplats，IATA：MHQ，ICAO：EFMA），位于芬兰奥兰自治区約馬拉市镇内。该机场距离自治区首府玛丽港市中心仅3公里。2019年机场的客流量为51,597人次。

## 历史
玛丽港机场建成于1937年，而其常规航空服务则始于1940年。机场的主体建筑群为20世纪60年代所建。

## 免税区
玛丽港机场内设有免税商店，乘客无论是从这里飞往芬兰还是飞往其它国家，都可以在免税店购物而不被征收增值税和其它税种。通常在欧盟内的免税店购物，需要先支付当地税费之后再退税，而奥兰却是个例外。这是因为奥兰并不在欧盟增值税区的范围内，从此允许在轮船及机场内免税销售货物。但其它方面上，奥兰则属于欧盟范围。

## 通航航空公司及航点
| 航空公司 | 目的地                    |
| -------- | ------------------------- |
| Air Leap | 斯德哥爾摩-阿蘭達、图尔库 |
| 芬兰航空 | 赫尔辛基、图尔库          |